# Іван Вишенський (поема)
«Іван Вишенський» — поема українського письменника Івана Франка, написана ним у 1900 році. Твір присвячений Агатангелу Кримському і розповідає про завершення життєвого шляху Івана Вишенського.
Вперше надруковано у поетичній збірці «Із днів журби» (1900).  Постать українського письменника-монаха XVI – XVII ст. Івана Вишенського цікавила Івана Франка. Результатом дослідження життя і творчості письменника-монаха стала монографія «Іван Вишенський і його твори» (1895). Тоді ж виник і задум поеми.  У передмові до окремого видання 1911 p. Іван Франко писав: «Основа поеми — печерне життя і смерть Вишенського — тільки в одній часті моя поетична функція, бо про своє печерне життя згадує Вишенський сам у заголовку свого останнього писання».

## Сюжет
Поема складається з 12-ти частин.
В першій частині подано художній образ Афонської гори, розповідається про те, як гора стоїть, «облита дивним морем», як «природа-мати…тут працює» над нею, але при цьому гора все одно «спить». Лише тричі на день по горах лунає голос дзвонів.
В другій частині йде розповідь про «дзвони, які дзвонять у неділю по вечірні», а саме про перелік причин, через які вони лунають: Афон «дзвонить» у разі смерті послушника монастиря, ченця, ієромонаха, а також у разі, коли хтось із живих «сходить на „остатній ступінь“», тобто бажає завершити свій земний шлях наодинці в молитвах.
У третій і четвертій частині розповідається про відправлення Івана Вишенського у печеру, де він планує закінчити своє земне життя у молитві з Богом. Ігумен переконується у тому, що старця вже ніщо не тримає на Землі, і благословляє на аскетичне завершення життя.
У п'ятій частині передаються роздуми Вишенського про свій вибір. В шостій частині до нього «заходять» павук і муха — «щось живеє ворухнулось!». У розділах VII, VIII продовжується розповідь про роздуми старця в печері, його роздуми про «вишневий цвіт з України». Старець не розуміє: «невже я не забув? Невже ж та Україна…ще для мене не чужа?».
У дев'ятій частині до Афону припливає козацька барка. Спочатку старцю здавалося, що то за ним, але як вона сховалася, «він зітхнув». А наступного дня (X розділ) разом із кошем із їжею до старця надходить лист, у якому православні просять Вишенського повернутися в Луцьк і допомогти своїм «братам»; для роздумів йому надається доба.
В одинадцятій частині Іван Вишенський довго вагається, але приймає рішення залишитися в печері: «Ні, не зраджу свого Бога, не зломаю заповіту і ярмо хреста отсього до могили донесу»; і не відкликається на голос посланців наступного дня.
У дванадцятій частині розповідається про подальші дії старця. Увечері він сидить біля входу в печеру, перечитує отриманий лист і вдається до роздумів. Іван Вишенський доходить висновку, що залишатися в печері при тому, що його брати, Україна в небезпеці, а він міг би їм допомогти, він не має права. Іван Вишенський кричить, прагнучи зупинити барку, але його не чують. Тоді він звертається до Ісуса Христа, благаючи його надати можливість виправити ситуацію і приєднатися до братів-православних. Його молитву почуто, й Іван ступає по «золотистому шляху» (сонячному променю) і опиняється на човні. Єдине, що нагадує про перебування старця в печері, — білий хрест.

## Критика
Про Івана Вишенського наразі відомо небагато чого; невідомі ні рік народження, ні рік смерті. Вже у віці 30-35 років він пішов на Афон, звідки лише один раз повертався на Україну. Саме з Афону він написав «Послання до єпископів» та багато інших творів. Після 1610 року він опинився в ізоляції і близько 1620 року помер. Про смерть аскета православні, що зібралися 1621 року, не знали, тому і надіслали прохання повернутися в Україну, про що згадується в творі. Але чи відвідували руські посланці Афон, невідомо.
«Іван Вишенський» постає як філософська поема, постать Івана надто суперечлива. З одного боку, він бажає добра Україні, бажає запобігти масовому «покатоличенню», прагне допомогти своїм братам у боротьбі, а з іншого, бажає віднайти суть життя, наблизится до Христа. Саме тому він робить вибір, який суперечить його почуттям до України — обмежує своє існування печерою.
В поемі Іван Франко зображує цю боротьбу. На запитання ігумена, чи немає в серці Вишенського прихильності до світу, той відповідає: «Так», тобто «немає». А коли він отримує листа від українців, він розуміє, що почуття до України не вгасли. Іван Франко зображує внутрішню боротьбу Вишенського між його патріотизмом і бажанням краще пізнати Бога, «врятувати власну душу». Він сам дивується тому, що Україна ще жива для нього, при цьому представляє Україну і як рідну країну, і як стан православних «братів», події, які там відбуваються: 
|  | Та невже ж та Україна — сей квітчастий рай веселий, се важке криваве пекло — ще для мене не чужа?»…; …Не для мене ті далекі спомини про Україну — я давно для неї вмер! Вмер! А чом же серце скаче, чом же кров живіше б'ється, думка чайкою літає над садками рідних сіл? |

Отримавши від православних запрошення приєднатися, він довго думав над листом, але врешті-решт вирішив, що його подвиг важливіше, а він уже вмер для людей: 
|  | Що сей лист і що цей голос? До кого? До старця Йвана. Старця Йвана вже немає, він умер, умер для всіх. Що мені до України?…; …а мені коли б самому дотиснутись до Христа…; …Ні, не зраджу свого Бога, не зломаю заповіту… |

Тому на крики посланців старець не відповідає, але з поеми вбачається, що такий вибір дається йому важко:
|  | Він ридав, шептав і кликав, та було довкола темно, і в душі страшенно темно, і просвітлення не йшло…; …старець слухав, дух заперши, його ухо жадно ссало український любий голос, — але він не відізвавсь. |

Але далі він перечитує лист і роздумує над своїм вибором у контексті подій в Україні; і результатом цих роздумів є розуміння, що нічого спільного з Божим шляхом його подвиг не має: 
|  | Адже ж ті твої чернечі горді мрії про спасення тут, далеко від спокуси, — се ж спокуса, гріх тяжкий. Се не Божий шлях верстаєш…; …Се не Божий шлях! |

Він намагається виправити ситуацію і приєднатися до посланців з України:
|  | Стійте! Стійте! Завернітесь! Я живу ще! По-старому ще кохаю Україну |

,
але вже надто пізно: 
|  | …Та дарма! Не чують крику, і по хвилях золотистих барка геть пливе й пливе. |

Тоді Вишенський звертається до Ісуса Христа, обіцяючи віддати все, що він має, на користь України, і лише після цього він отримує полегшення. Бог почув його молитву і достатньо фантастичним методом перемістив на барку.

## Видання
- 2001 р. — до 150-річчя Івана Франка у видавництві «Каменяр» з ілюстраціями Софії Караффи-Корбут. Над ілюстраціями до поеми художниця працювала з 1971 по 1983 рік.
- 2006 р. — друге видання у видавництві «Каменяр».